# Edy de Wilde
Eduard Leo Louis (Edy) de Wilde (Nimega, 3 dicembre 1919 – Amsterdam, 19 novembre 2005) è stato un collezionista d'arte olandese.
A soli 26 anni divenne direttore del Van Abbemuseum ad Eindhoven, che diresse fino al 1963. Acquistò importanti opere della Scuola di Parigi e dell'espressionismo, oltre che opere di  Picasso e Georges Braque, che conobbe entrambi personalmente.
Dal 1963 fino al 1985 è stato  direttore dello Stedelijk Museums ad Amsterdam. 
Nel 1984 realizzò la mostra La Grande Parade che ebbe 400 000 visitatori, al tempo un record nei Paesi Bassi.